# Episodi di Quelli dell'Intervallo Cafe (prima stagione)
La prima stagione della serie televisiva Quelli dell'Intervallo Cafe è stata trasmessa in Italia dal 26 marzo al 26 giugno 2010 su Disney Channel Italia.
| nº | Titolo originale               | Prima TV       |
| -- | ------------------------------ | -------------- |
| 1  | Intervallo Cafe                | 26 marzo 2010  |
| 2  | Il ragazzo di Valentina        | 26 marzo 2010  |
| 3  | Gente attira gente             | 26 marzo 2010  |
| 4  | Nico e Rudy                    | 2 aprile 2010  |
| 5  | Zitta Zita                     | 2 aprile 2010  |
| 6  | La signora Serena              | 2 aprile 2010  |
| 7  | Caffè intellettuale            | 9 aprile 2010  |
| 8  | Il panino del vicino           | 9 aprile 2010  |
| 9  | Ragazzi ideali                 | 9 aprile 2010  |
| 10 | Le ragazze di Secchia          | 16 aprile 2010 |
| 11 | Jukebox                        | 16 aprile 2010 |
| 12 | Brusco Lino                    | 16 aprile 2010 |
| 13 | Il cappello                    | 23 aprile 2010 |
| 14 | Consigli                       | 23 aprile 2010 |
| 15 | Martina                        | 23 aprile 2010 |
| 16 | Ginnastica                     | 30 aprile 2010 |
| 17 | Tavolo riservato               | 30 aprile 2010 |
| 18 | L'interrogazione di Zita       | 30 aprile 2010 |
| 19 | Smilzo superstar               | 7 maggio 2010  |
| 20 | Problemi di coppia             | 7 maggio 2010  |
| 21 | Halloween                      | 7 maggio 2010  |
| 22 | La notiziona                   | 14 maggio 2010 |
| 23 | Bugie                          | 14 maggio 2010 |
| 24 | Il paninaro                    | 14 maggio 2010 |
| 25 | Prova di coraggio              | 21 maggio 2010 |
| 26 | Antuan                         | 21 maggio 2010 |
| 27 | Regali                         | 21 maggio 2010 |
| 28 | Jake and Blake                 | 22 maggio 2010 |
| 29 | Il concerto                    | 22 maggio 2010 |
| 30 | Chi ha paura della Martinelli? | 28 maggio 2010 |
| 31 | Mesiversario                   | 28 maggio 2010 |
| 32 | La nuova star                  | 28 maggio 2010 |
| 33 | L'allarme                      | 4 giugno 2010  |
| 34 | Il re del guinness             | 4 giugno 2010  |
| 35 | Occhiali da donna              | 4 giugno 2010  |
| 36 | Ragazzi padre                  | 11 giugno 2010 |
| 37 | Cosa faremo da grandi          | 11 giugno 2010 |
| 38 | Essere uguali                  | 11 giugno 2010 |
| 39 | Jo marmitta                    | 18 giugno 2010 |
| 40 | Il capo dell'Intervallo Cafe   | 18 giugno 2010 |
| 41 | La band                        | 18 giugno 2010 |
| 42 | Il dj                          | 26 giugno 2010 |

## Intervallo Cafe
A Tinelli viene offerto un posto di lavoro come cameriere all'Intervallo Café, il bar dello zio di Nico. Il suo collega Max, un ragazzo molto carino, diventa l'idolo di tutte le ragazze: Valentina, Mafy e Bella.
- Hanno partecipato: Matteo Leoni (Tinelli), Romolo Guerreri (Nico), Giulia Boverio (Valentina), Clara Tarozzo (Bella), Ambra Lo Faro (Mafalda)
- Con la partecipazione di: Luca Fiamenghi (Max), Tony Rucco (Zio Tony)

## Il ragazzo di Valentina
Max aiuta Valentina ad uscire con Tinelli ma quest'ultima mangerà un panino alla cipolla che la farà addormentare.
- Hanno partecipato: Matteo Leoni (Tinelli), Romolo Guerreri (Nico), Giulia Boverio (Valentina), Ambra Lo Faro (Mafalda)
- Con la partecipazione di: Luca Fiamenghi (Max)

## Gente attira gente
Secchia inventa un nuovo metodo per attirare più clienti all'Intervallo Cafe, chiamato "Gente attira gente", che consiste nel riempire il locale di manichini in modo che la gente veda che il locale e frequentato e sia più invogliata ad entrate. La tecnica non funziona ma Secchia ne elabora un'altra, cioè quella di far travestire Tinelli da statua vivente per attirare pubblico; questa trovata invece funziona e il locale si riempie di clienti.
- Hanno partecipato: Matteo Leoni (Tinelli), Romolo Guerreri (Nico), Marc Tainon (Secchia)
- Con la partecipazione di: Tony Rucco (Zio Tony)

## Nico e Rudy
Nico capisce di essersi innamorato di Rudy e non sapendo come dirglielo decide di chiedere aiuto a Mafy. Anche la ragazza si accorge di essersi invaghita di lui e anche lei chiede aiuto a Mafy. Alla fine grazie all'amica i due ragazzi riescono a rivelarsi e coronano il loro amore con un bacio.
- Hanno partecipato: Romolo Guerreri (Nico), Valentina Ghelfi (Rudy), Ambra Lo Faro (Mafalda)

## Zitta Zita
Zita è una ragazza molto chiacchierona che non riesce mai a stare zitta. Per questa ragione i ragazzi dell'Intervallo Cafe cercano di tenerle nascosto che stanno organizzando una festa di compleanno per Tony, il proprietario del locale; Zita però viene a sapere la cosa e come al suo solito non riesce a mantenere il segreto. Alla fine i ragazzi però le rivelano che la festa di compleanno a sorpresa non è per Tony ma per lei stessa che avevano inventato la storia che fosse per Tony per nasconderle la verità.
- Hanno partecipato: Romolo Guerreri (Nico), Giulia Boverio (Valentina), Valentina Ghelfi (Rudy), Andrea Leoni (Annina), Benedetta Balestri (Zita), Marc Tainon (Secchia)
- Con la partecipazione di: Tony Rucco (Zio Tony)

- Note: L'attrice che interpreta Zita è Benedetta Balestri, apparsa più volte come studentessa del Manzoni in "Quelli dell'intervallo" e nel ruolo di "Allegra" nella serie "Fiore e Tinelli" (seconda stagione).

## La signora Serena
La signora Serena minaccia Tony di fargli chiudere il locale se i ragazzi non rispettano le sue regole la prima delle quali è il divieto di portare animali nel locale. I ragazzi che hanno portato un coniglio al bar cercano allora di nasconderlo in tutti i modi ma Zita viene a conoscenza della cosa tramite un parente lontano e dato che non sa stare zitta lo va a dire alla signora Serena che però alla fine, per fortuna, decide comunque di non far chiudere il locale.
- Hanno partecipato: Matteo Leoni (Tinelli), Romolo Guerreri (Nico), Giulia Boverio (Valentina), Ambra Lo Faro (Mafalda), Benedetta Balestri (Zita), Valentina Ghelfi (Rudy), Marc Tainon (Secchia), Andrea Leoni (Annina)
- Con la partecipazione di: Luca Fiamenghi (Max), Tony Rucco (Zio Tony), Monica Bonami (Serena)

## Caffè intellettuale
Annina, Mafalda, Zita e Tinelli vanno a una mostra d'arte escludendo Valentina dicendole che non è intellettuale. Una volta tornati però scoprono che la ragazza è cambiata: è diventata una poetessa ispirata ai trucchi. Le ragazze le dicono però che non sono portate per le sue poesie e allora lei decide di trasformare le sue poesie in canzoni. Esse però non riscuotono successo e tutti se ne vanno, rimane solo Tinelli e Valentina gli fa la dedica con la sua solita frase "sparisci sgorbio".

## Il panino del vicino
Il bar di fronte all'Intervallo Cafe ha una ricetta segretissima per fare dei panini buonissimi e per questo Tony sta perdendo tutta la clientela. Nico e Tinelli mettono su un piano per rubare la ricetta segreta facendo travestire Tinelli da La Franca. Quando Tinelli, ancora travestito, torna con la ricetta lui e Nico per la gioia iniziano a saltellare, ma in quel momento passa Rudy, che non sapendo che quello che sta vicino a Nico è in realtà Tinelli pensa che lui la stia tradendo con La Franca e per la rabbia inizia a strappare la ricetta. Poi però Tinelli si rivela e Rudy, capito il malinteso, si riappacifica con Nico. Dato che il foglio della ricetta è tutto strappato cercano di ricomporlo ma lo rimettono insieme male così Tinelli dà a Nico gli ingredienti sbagliati e il panino che preparano risulta piccantissimo.
- Note: La Franca (che sarebbe Tinelli travestito) compare anche nell'episodio Air band della serie "Fiore e Tinelli"

## Il cappello
La professoressa Martinelli inizia a frequentare l'Intervallo Café e minaccia i ragazzi di non toccare il suo cappello simile ad un cilindro. Tinelli per sbaglio se lo mette in testa e Rudy, per non farlo vedere alla Martinelli, la blocca in bagno. A tutti verrà la pipì e dovranno andare in bagno, ma Tony riuscirà a togliere il cappello a Tinelli. Ma alla fine lo stesso Tony se lo metterà per sbaglio e la Martinelli si infurierà con lui. Tony alla fine insegna a Tinelli e Nico a prendersi le proprie responsabilità.

## Consigli
Valentina e Annina notano che Mafalda ultimamente comincia a dare consigli a tutti. Perciò Valentina, gelosa della ragazza, crea un proprio angolo dei consigli chiamato L'angolo di Vale. Valentina comincia a dire che nel suo angolo ci sono consigli per tutti, soprattutto per Max, di cui è innamorata. Vale riesce a consigliare a Max di uscire con una ragazza il cui nome inizia per Vale sperando così che lui le chieda di uscire, però Max diventa sì un vero romanticone ma con un'altra ragazza che si chiama Valeria. Alla fine Mafy consiglia a Valentina di ignorarlo in modo che lui si convinca a chiederle di uscire ma, alla fine, Max non invita lei ad uscire bensì la stessa Mafalda.

## Martina
All'Intervallo Cafè arriva una ragazza dai modi non molto gentili, per questo Nico e Tinelli la cacciano, ma poi vengono a sapere che quella ragazza doveva cantare insieme a Jaky per un importante critico musicale. Nico e Tinelli notano che Martina, un'amica di Annina, le somiglia molto e così la fanno vestire come la ragazza che hanno cacciato e la mandano a dire a Jaky che ha il mal di gola e che quindi non può cantare, però il trucco viene scoperto. Alla fine sembra che Jaky debba cantare da solo, ma quando comincia a cantare arriva Martina che canta con lui e si scopre che è persino molto brava; infatti i due piaceranno molto al critico musicale. 
- Jaky va sul palco a cantare insieme a Martina, ma si svolge tutto al contrario: Martina arriva nel momento in cui Jaky canta la sua parte.

## Ginnastica
Valentina, per far colpo su Max, insieme ad Annina decide di iniziare a frequentare una palestra, ma senza alcun successo.

## Tavolo riservato
Nico riserva alla signora Serena un tavolo ma lo stesso tavolo che riserva Nico lo riserva Tinelli alla Martinelli. Inizialmente le due hanno rapporti molto freddi e cominciano a contendersi il tavolo ma alla fine diventeranno molto amiche e cominceranno a trattare Nico e Tinelli come schiavi.

## L'interrogazione di Zita
Zita deve preparare un'interrogazione di storia ma non le entra in testa niente. Secchia decide di aiutarla e lo fa con un metodo un po' particolare: Zita adora i gossip e Secchia insieme a Mafalda, Bella e Annina le raccontano la storia della scoperta dell'America come se fosse un pettegolezzo. Zita riesce a memorizzare la lezione e alla fine obbliga Secchia ad uscire con lei perché è convinta che lui sia innamorato di lei.

## Smilzo superstar
Lo Smilzo torna all'Intervallo Café e si scopre che è diventato un rapper. Egli è stato ingaggiato per cantare una canzone promozionale per il locale di fronte all'Intervallo Cafè, quindi per la concorrenza. I ragazzi riusciranno però a fare in modo che l'amico canti una canzone pubblicitaria per il proprio locale invece che per i concorrenti e la stessa viene alla fine anche trasmessa alla radio.

## Problemi di coppia
Rudy finge sempre di non avere fame però ogni volta s'ingoffa del piatto speciale di Nico da lui denominato Il Nico clok in royal potato e per questo i due litigano. Alla fine però i due faranno pace e Rudy farà capire a Nico che essendo fidanzati si possono raccontare qualsiasi cosa, sia negativa che positiva.

## Halloween
È tutto pronto per la festa di Halloween e Valentina vuole essere abbastanza bella per Max. Alla fine però la ragazza scambierà lui con Tinelli, baciando quest'ultimo e chiamando sgorbio Max.

## La notiziona
Zita cerca di riferire uno scoop molto importante a Nico ma ogni volta viene interrotto dalla signora Serena. Intanto Tinelli cerca di stare lontano dalle grinfie di Zita ma alla finiranno per organizzare una cena a lume di candela.

## Bugie
Bella sostituisce Tinelli come cameriere all'Intervallo Café iniziando a dire un sacco di bugie sui gamberetti. Alla fine però tornerà alla sua normalità cioè una ragazza sedicenne buona, gentile e altruista.

## Il paninaro
Tinelli e Nico non riescono a prendere neanche un secondo di pausa a causa della professoressa Martinelli che gli fa fare doppio e triplo turno. Perciò i due ragazzi fingono che Tony abbia vinto il miglior premio di Paninaro della città, cosa in realtà impossibile.

## Prova di coraggio
Rudy litiga con Nico perché pensa che sia un fifone. Brusco Lino allora si traveste da ladro e si fa attaccare da Nico per far capire a Rudy che il ragazzo non è un fifone come crede. Nico però a causa di un errore attacca Max credendo che sia Brusco Lino vestito da ladro.

## Antuan
Secchia, per rendere Tony molto più elegante, chiede aiuto ad Antuan, il suo parrucchiere francese. Purtroppo Antuan però sbatterà la testa e perderà la memoria, e così anche Tony.

## Regali
È tutto pronto per il Natale e Tinelli scopre che Valentina gli ha comprato un regalo. Lui però non le ha fatto nessun regalo, così sentendo la zia di Valentina, usando la scusa di buttare delle sue scarpette nella spazzatura, decide di regalarle quelle. Ma scopre che il regalo di Valentina non era per lui ma per sua sorella Annina e ci rimane molto male. Valentina accetta di uscire con lui per ricompensarlo del regalo ricevuto ma quando scopre l'inganno delle scarpette lo caccia con la sua solita frase sparisci sgorbio.

## Jake e Blake
Arrivano all'intervallo Cafe Jake e Blake, due amici stranieri che Tinelli ha conosciuto in vacanza. Sebbene siano fisicamente identici Blake è un ragazzo alla moda che piace molto alle ragazze oltre ad essere un cantante di successo mentre Jake ha l'aspetto di un "secchione", è poco alla moda e non ci sa fare per niente con le ragazze. Nico convince Jake a sfruttare la sua somiglianza con Blake per uscire con Valentina ma lei alla fine lo scopre. Alla fine Tinelli prova anche lui a travestirsi e a spacciarsi per Blake per uscire con Valentina ma non assomigliandovi affatto viene scoperto subito.
- I personaggi di Jake e Blake sono interpretati entrambi dall'attore e cantante argentino Benjamìn Rojas.